# ダグ・リーマン
- ダグ・ライマン

ダグ・リーマン（Doug Liman [ˈlaɪmən], 1965年7月24日 - ）は、アメリカ合衆国ニューヨーク州出身の映画監督・映画プロデューサー。ダグ・ライマンとも表記される。

## 略歴
父親は著名な弁護士アーサー・L・リーマン。ブラウン大学と南カリフォルニア大学の大学院で学んだ。
2002年の『ボーン・アイデンティティー』が大ヒットした。続編の『ボーン・スプレマシー』、『ボーン・アルティメイタム』には製作総指揮として参加している。

## フィルモグラフィー

### 映画
- キル・ミー・テンダー Getting In (1994年) - 監督
- スウィンガーズ Swingers (1996年) - 監督・撮影
- go Go (1999年) -  監督・撮影
- ボーンシリーズ The Bourne Series（2002-2016年）
  - ボーン・アイデンティティー The Bourne Identity (2002年) - 監督・製作
  - ボーン・スプレマシー The Bourne Supremacy (2004年) - 製作総指揮
  - ボーン・アルティメイタム The Bourne Ultimatum (2007年) - 製作総指揮
  - ジェイソン・ボーン Jason Bourne (2016年) - 製作総指揮
- Mr.&Mrs. スミス Mr. & Mrs. Smith (2005年) - 監督
- ブラックカーテン The Killing Floor (2007年) - 製作総指揮
- ジャンパー Jumper (2008年) -  監督
- フェア・ゲーム Fair Game (2010年) - 監督・製作・撮影
- オール・ユー・ニード・イズ・キル Edge of Tomorrow (2014年) - 監督・製作総指揮
- ザ・ウォール The Wall (2017年) - 監督
- バリー・シール/アメリカをはめた男 American Made (2017年) - 監督
- ロックダウン Locked Down (2021年) -  監督・製作総指揮
- カオス・ウォーキング Chaos Walking (2021年) -  監督・製作
- ロードハウス/孤独の街 Road House (2024年) - 監督
- インスティゲイターズ 〜強盗ふたりとセラピスト〜 The Instigators（2024年）- 監督
- Live Die Repeat and Repeat (TBA) 監督
- The Initiativ (TBA) 監督

### テレビシリーズ
- SUITS/スーツ Suits（2011-2019年）- 製作総指揮
- SUITS:ジェシカ・ピアソン Pearson（2019年）- 製作総指揮
- キャプティブ: 人質事件の全貌 Captive (2016年) - 製作総指揮
- Nightflyers/ナイトフライヤー Nightflyers (2018年) - 製作総指揮
- インパルス Impulse (2018-2019年) - 監督・脚本・製作総指揮
- プロトタイプA 人工生命体の逆襲 Don't Look Deeper （2020年）- 製作総指揮
- ザ・リクルート The Recruit（2022年）- 監督・製作総指揮